# Amédée Guillemin
Amedeu Guillemin (n. 5 iulie 1826, Pierre-de-Bresse - d. 2 ianuarie 1893, Pierre-de-Bresse, Franța) a fost un scriitor pe teme științifice și jurnalist francez.

## Biografie
Guillemin și-a început studiile la Colegiul Beaune înainte de a obține licența la Paris. Între anii 1850 și 1860 el a predat matematica la o școală privată, scriind articole în presa liberală în care critica cel de-al Doilea Imperiu Francez. În 1860 s-a mutat la Chambéry, unde a devenit redactor-șef adjunct al săptămânalului politic La Savoie. După anexarea Savoiei de către Imperiul Francez, s-a întors la Paris unde a devenit redactor științific la revista l'Avenir national (Viitorul națiunii).
Guillemin a început să scrie cărți de fizică și astronomie, care au devenit foarte populare. El a scris cartea "Cerul", care a fost tradusă în mai multe limbi străine. Opera sa, "Lumea fizică", era formată din cinci volume mari. Editorul său, Hachette, l-a încurajat să scrie o serie de broșuri despre astronomie și fizică sub titlul "Mica enciclopedie populară", lucrări științifice, dar accesibile despre științe și aplicațiile lor. Astronomul francez Jacques Crovisier de la Observatorul din Paris sugerează că el ar fi fost o sursă de inspirație pentru romanul De la Pământ la Lună (1865) al lui Jules Verne.

## Scrieri
- La Lune (Luna)
- Le Soleil (Soarele)
- La Lumière et les Couleurs (Lumina și culorile)
- Le Son (Sunetul)
- Les Etoiles, notions d’astronomie sidérale (Stelele, noțiuni de astronomie siderală)
- Les Nébuleuses (Nebuloasele)
- Le Feu souterrain. Volcans et tremblements de terre (Focul subteran. Vulcani și ecutremure) conținând 55 de ilustrații
- La Télégraphie et le téléphone (Telegrafia și telefonul) cu 101 ilustrații
- Le Monde Physique (Lumea fizică) 5 volumes cu 31 de planșe colorate, 80 de planșe alb-negru și 2012 ilustrații
- Éléments de cosmographie (Elemente de cosmografie)
- La Terre et le ciel (Pământul și cerul) 1888
- La Vapeur (Aburul) Bibliothèque des merveilles collection
- Les Chemins de fer (Căile ferate) Bibliothèque des merveilles collection

Guillemin a scris, de asemenea, L'instruction républicaine (Educația republicană), publicată de Lechevalier. A colaborat la o serie de ziare și reviste literare, științifice și politice, în special La Nature,  la République Française și la Revue Philosophique et Religieuse. În plus, el a scris Electricitate și Magnetism  în care a prezentat o teorie a magnetismului. Guillemin a fost cel care a elaborat capitolul de astronomie în cea de-a doua ediție a Dicționarului de istorie naturală Dorbigny.
Guillemin a fost, de asemenea, implicat în politică și a rămas credincios convingerilor sale liberale până la capăt.